# Hockey Club CourmAosta
L'Hockey Club CourmAosta (HC Courmayeur-Aosta) è stata una squadra di hockey su ghiaccio di Courmayeur.

## Storia
L'Hockey Club Courmayeur, questo il nome al momento della fondazione, è stata una delle più antiche squadre di hockey su ghiaccio italiane, essendo stata fondata nel 1933. Conobbe un periodo di notorietà con l'avvento dell'imprenditore Carlo Rivetti alla guida della società (cammino cominciato nel 1990 e finito nel 1995).
Nel campionato 1989-90 assume la denominazione HC Courmayeur-Aosta a seguito della fusione con l'HC Aosta mentre dal torneo 1993-94 la denominazione HC CourmAosta.

Il giocatore ceco Jan Czerlinski contro un giocatore dell'Asiago in un CourmAosta - Asiago, match di serie A del febbraio 1995

Scomparve nel 1999 con la denominazione "Hockey Club Lions CourmAosta", non prima di aver conquistato l'unico trofeo vinto della sua lunga storia: la Coppa Italia 1998 contro l'HC Fassa; il massimo risultato raggiunto in serie A sono 2 terzi posti (1993-94 e 1994-95).
Dopo lo scioglimento del CourmAosta rimarrà in attività la squadra de Les Aigles du Mont Blanc con sede sempre a Courmayeur mentre dopo lo scioglimento di questa compagine nascerà l'Hockey Club Aosta Gladiators, con sede invece ad Aosta.

## Palmarès
- - Coppa Italia: 1

1998
- - Serie B1: 1

1992-93

## Cronistoria (ultimi anni)
- 1933 - Fondazione HC Courmayeur
- 1983-84 - Serie C
- 1984-85 - Serie C
- 1985-86 - Serie C
- 1986-87 - Serie C
- 1987-88 - Serie C
- 1988-89 - non iscritta
- 1989-90 - Serie C (gruppo Aosta/Piemonte/Lombardia)  - assume la denominazione "HC Courmayeur/Aosta"[1] a seguito della fusione con l'HC Aosta.
- 1990-91 - 2ª in Serie B2 - promosso per rinuncia dell'HC Alta Badia Corvara
- 1991-92 - 3ª in Serie B1
- 1992-93 - 1ª in Serie B1
- 1993-94 - 3ª in Serie A - assume la denominazione "HC CourmAosta"
- 1994-95 - 3ª in Serie A
- 1995-96 - 3ª in Serie B2 - non iscritta per protesta alla Serie A ed assume la denominazione "HC Lions CourmAosta"
- 1996-97 - 4ª in Serie A2 - non partecipa ai playoffs della Serie A
- 1997-98 - 10ª in Serie A -  Vince la Coppa Italia (1º titolo).
- 1998-99 - 9ª in Serie A - Scioglimento